# Triteleia violacea
Triteleia violacea är en stekelart som först beskrevs av Alan Parkhurst Dodd 1920.  Triteleia violacea ingår i släktet Triteleia och familjen Scelionidae. Inga underarter finns listade i Catalogue of Life.